# 드라마 에이트
《드라마 8》은 2023년 4월 28일부터 TV도쿄와 TX네트워크에서 매주 금요일 20시대에 방송하는 연속드라마 프레임이다.

## 개요
2013년 10월부터 약 9년 5개월 동안 방영된 「금요일 8시 드라마」를 젊은 세대를 타깃으로 한 도전 정신이 넘치는 드라마로 리뉴얼하기 위해 출범했다.
20시대의 민방 연속극은 2022년 가을 개편으로 TV아사히 '목요 미스터리'가 종영하면서 이 시간대 드라마는 이 시간대만 남게 되었다.

## 온라인 송신
- 인터넷도 텔레도쿄(공식 사이트, TVer)에서 TV도쿄 방송 종료 후 최신 회차를 무료로 시청 가능[1].
- U-NEXT[주 1]에서 TV도쿄 방송 종료 후 정액제로 무제한 시청 가능.